# Grlinci
Grlinci – wieś w Słowenii, w gminie Juršinci. W 2018 roku liczyła 137 mieszkańców.